# Opel 10/12 PS
L'Opel 10/12 PS est une voiture de la catégorie familiale routière construite par Adam Opel KG de 1902 à 1906.

## Historique et technologie
La 10/12 PS fut la première Opel construite par le constructeur automobile de Rüsselsheim selon sa propre conception, et en même temps la première voiture de la catégorie familiale routière de la marque. Pour la première fois, Opel a installé un moteur deux cylindres avec commande de soupapes alternées, auparavant courante, qui a également disparu de la gamme du constructeur après ce modèle.
Le moteur était un moteur bicylindre en ligne d'une cylindrée de 1 885 cm³ (alésage × course = 100 mm × 120 mm), qui produisait 12 ch (8,8 kW) à 2 000 tr/min. Le moteur à soupapes latérales avec tête en T était refroidi par eau. La puissance du moteur était transmise à l'essieu arrière via un embrayage à cône en cuir, une boîte de vitesses manuelle à trois vitesses avec levier sur la colonne de direction et un arbre à cardan. La vitesse maximale de la voiture était de 45 km/h. La vitesse de pointe était de 8 km/h en première vitesse et de 20 km/h en deuxième vitesse.
Le cadre était constitué de profilés en U en tôle d'acier et il était renforcé de bois. Les deux essieux rigides étaient suspendus à des ressorts à lames longitudinaux semi-elliptiques. La largeur de voie était de 1 200 mm. Les freins agissaient sur l'arbre de sortie de la transmission. Le frein à main a été conçu comme un frein à bande agissant sur les roues arrière. Les roues, en bois, avaient un diamètre de 760 mm. Les pneus mesuraient 90 mm de large.
Il y avait trois styles de carrosserie, un phaéton à deux places, un tonneau à quatre places et un coupé à deux places. La variante la moins chère (le phaéton) coûtait 6 000 Reichsmark.
En 1906, la construction de la 10/12 PS est arrêtée. La successeur était le modèle 8/16 PS de 1910.